# Scan-Levken Design
 Der er for få eller ingen kildehenvisninger i denne artikel, hvilket er et problem. Du kan hjælpe ved at angive troværdige kilder til de påstande, som fremføres i artiklen.

Scan-Levken Design er en dansk porcelænsvirksomhed, som blev oprettet af Sten Lekven i 1973. Fra 1977 deltog hustruen Beathe Lekven også i driften af virksomheden. Virksomheden har ud over en større produktion af platter haft en ret stor produktion af firmaporcelæn med logo, kantineporcelæn, glas, m.m.
Virskomheden voksede i de kommende år fra udelukkende at designe platter m.m. til selv at have det fulde produktionsapparat, så de selv kunne udføre de serigrafiske opgaver og brænde porcelænet.
Virksomheden startede i København, men flyttede senere til Stege på Møn.
I 1999 overtog Scan-Levken Design virksomheden Tove Svendsen Kunsthandel, som de tidligere havde været underleverandør til. Scan-Levken Design videreførte herefter de årplatter med mere som Tove Svendsen Kunsthandel tidligere havde udgivet. 
Af de serier af platter, som Scan-Lekven Design overtog fra Tove Svendsen Kunsthandel blev det især hundeplatterne, der blev den helt store kommercielle succes. Disse platter er eksporteret til stort set hele verden - med bl.a. UISA og Japan som nogle de helt store markeder. Der findes i dag 637 forskellige platter med ca. 250 forskellige hunderacer. Den sidste hundeplatte blev produceret i foråret 2025. 
Virksomheden ekstisterer stadig og drives i dag (juni 2025) af Beathe Lekven, da Sten Leksen desværre er gået bort.

## Platter under Scan-Lekven's eget logo
Under eget navn og log har Scan-Levken Design udgivet en lang rækker platter:
- en mindre serier med de første danske frimærker
  - Dette var Scan-Lekven Designs fførste platter
- flere serier med hunde
- flere serier med katte
- en serie med veteranbiler
- en eksklusiv serie af håndmalede platter med de 12 stjernetegn
- en serie af juleplatter sammen med Familie Journalen
- en serie af årsplatter med motiver vedr. Jysk Telefon
- en serie af årsplatter med motiver vedr. KTAS
- en serie af årsplatter med motiver vedr. FTAS
- en serie af årsplatter med motiver fra telefni verdenen udgivet for Telefonmuseum på Herup central - kaldet "Museumsplatten"
- en serie af årsplatter med motiver fra Politiet - kaldet "Politi platten"
- en serie af årsplatter med motiver fra firsører - kaldet "Frisør plattten"
- en serie af årsplatter med motiver fra murer faget - kaldet "Murer plattten"
- en serie med store kendte sejlskibe
- en serie af årsplatter med den Kongelige Livgardes uniformer gennem tiden (1980 til 1991)
- andre platter med Livgarden
- en serie af platter med fugle
- Platter for foreninger og virksomheder:
  - International Amateur Radio Union - 1927-1987
  - Kvindeligt bryggeriarbejderes Fagforening - 1903-1978
  - Næsbylund kro 2009

## Udgivelse af Tove Svendsen platterne efter 1999
Scan-Lekven Design fortsatte udgivelsen af de fleste serier af platter fra Tove Svendsens Kunsthåndværk, da de overtog den virksomhed i 1999, nu med angivelse af både Tove Svensen Kunsthandel og Lekven Design på bagsiden af platterne. Det drejede sig bl.a. om: 
- Hunde platterne (produceret frem til og med 2025)[4]
- Katte platterne
- Jagt platterne
- Fugle platterne
- Fiskeplatterne
- Erhversfiskeri platterne
- M.fl.

## Kunstnere anvendt af Scan-Lekven Design
Der er i øjeblikket ingen oplysninger om kunstnerne. 